# Hydriastele boumae
Hydriastele boumae är en enhjärtbladig växtart som beskrevs av William John Baker och D.Watling. Hydriastele boumae ingår i släktet Hydriastele och familjen Arecaceae. Inga underarter finns listade i Catalogue of Life.